# Albaro

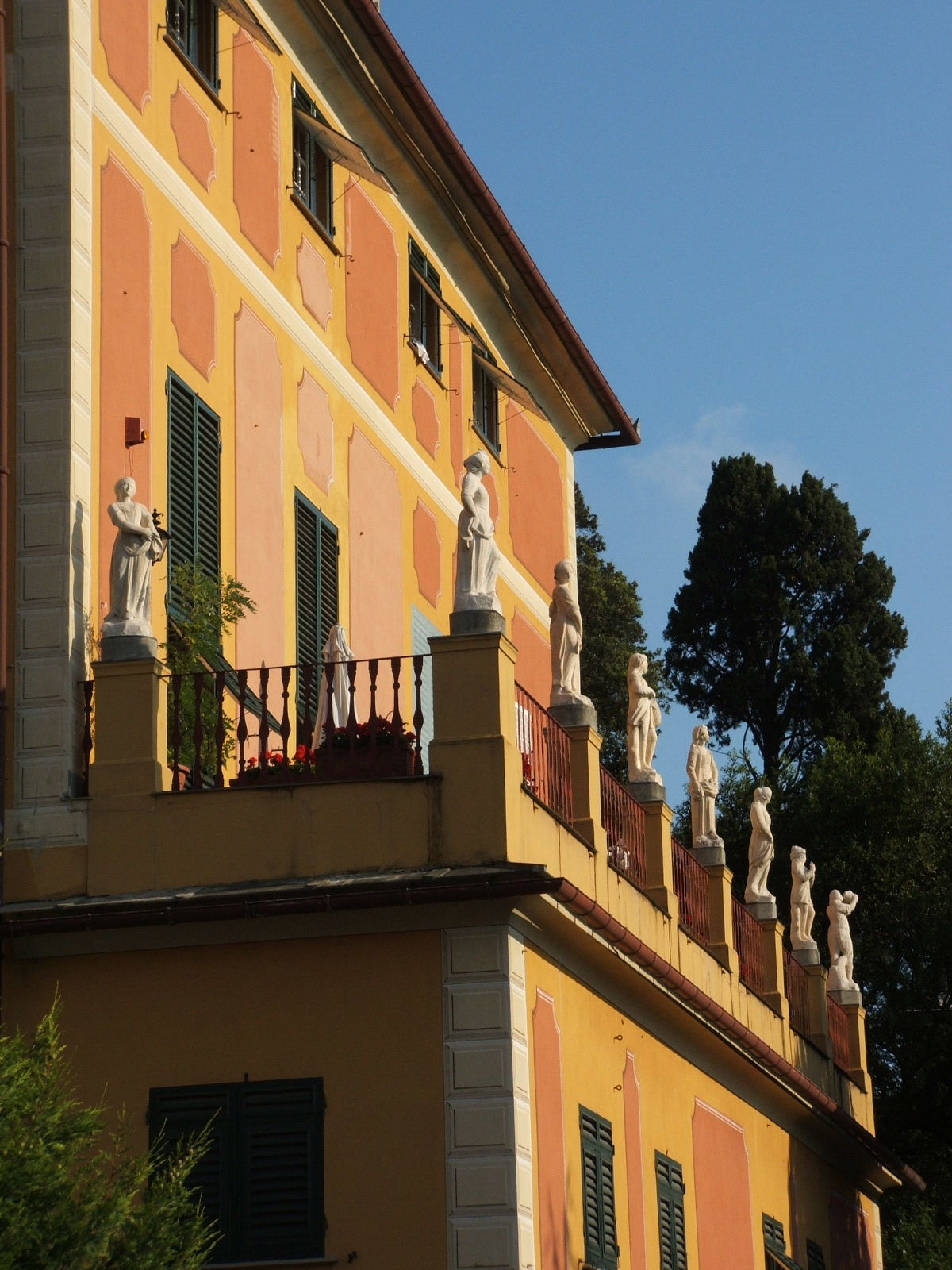
Une villa d'Albaro.

Albaro est une ancienne commune italienne, devenue maintenant un quartier résidentiel de Gênes.
Le quartier actuel recouvre une grande partie du territoire de l'ancienne commune de San Francesco d'Albaro, annexée à la ville en 1873.
Jusqu'au XIXe siècle, c'était le lieu classique de villégiature des Génois les plus aisés, qui avaient ici une maison et y passaient la saison chaude.
Une fois intégré dans la cité, le quartier a subi des transformations notables et est devenu à partir de l'époque du fascisme et lors de la création de la Grande Gênes, l'un des quartiers résidentiels les plus renommés de la ville.
La colline sur laquelle s'étend Albaro est encore aujourd'hui l'un des lieux les plus souriants de la Ligurie. 
L'aristocratie génoise y avait fait construire de superbes bâtiments, de très belles villas, aménager des parcs, des jardins, des chapelles privées et des églises. 
On dit qu'au XVIe siècle, tandis qu'à Nervi, sur 371 maisons, on n'en comptait que 4 de paysans, Albaro aurait eu 144 maisons dont 46 de paysans et le reste de citadins, propriétaires de villas luxueuses.

## Les villas d'Albaro

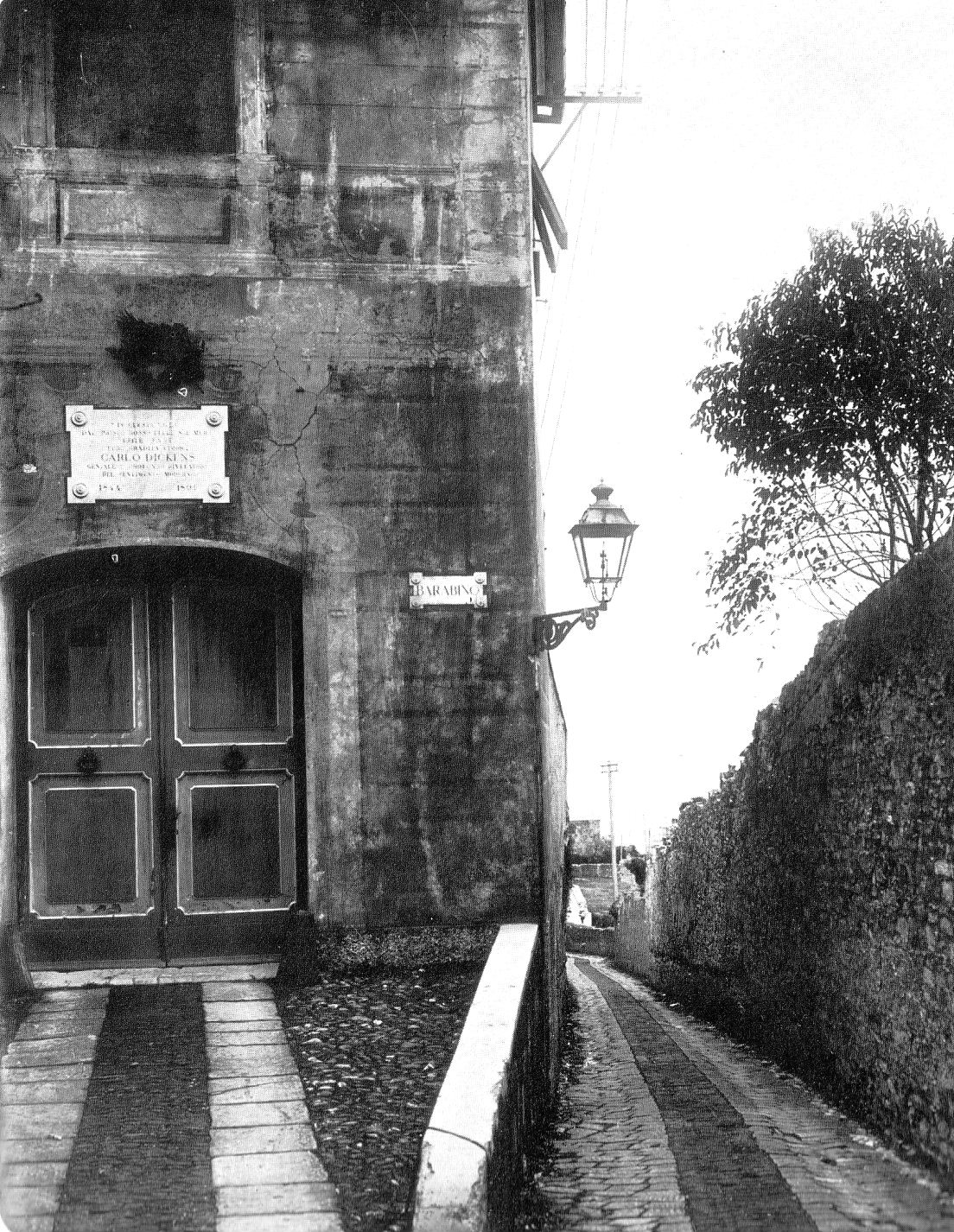
La villa d'Albaro où passa Charles Dickens.

Albaro, jusqu'à il y a cent ans, était aussi bariolée qu'étaient différents les privilégiés qui y naissaient. Les villas sont un témoignage de cette époque. Certaines avec une réelle mise en scène, d'autres plus discrètes et cachées.
Entre les principales on peut mentionner :
- la villa Giustiniani-Cambiaso, construite par Galeazzo Alessi pour Luca Giustiniani vers 1548 ;
- la villa Allgeyer-Fuckel, datant de la fin du XVIIe siècle ;
- la villa Bagnarello - encore appelée Prison rouge de Charles Dickens, qui y demeura entre 1843 et  1844 - sur laquelle on peut lire une inscription gravée sur la pierre : « In questa villa / nel prisco rosso delle sue mura / ebbe gradita dimora / Carlo Dickens / geniale e profondo rivelatore / del sentimento moderno » (En cette villa/ dans le rouge de ses murs/ eut plaisante demeure/ Charles Dickens/ génie révélateur / du sentiment moderne) ;
- la villa Saluzzo, construite pour la famille Saluzzo et ensuite devenue propriété des Brian, sur laquelle une pierre garde la mémoire du séjour de lord Byron, entre 1822 et 1823, avant qu'il ne se rende à Missolonghi pour combattre pour l'indépendance de la Grèce (« Riposando la vita fortunosa / qui dimorò e scrisse / Giorgio Gordon lord Byron / finché l'intenso grido / della greca libertà risorta / nol traeva magnanimo a lacrimata fine / in Misselungi » ; Se reposant de sa vie fortunée/ ici demeura et écrivit/ Georges Gordon Byron/ jusqu'à ce que le cri intense/ de la liberté grecque réveillée/ ne l'appelle à une fin éplorée à Missolonghi).

Au XVIe siècle, Andreolo Giustiniani en louait déjà la diversité et la beauté. Alessandro Magnasco dans sa toile Trattenimento in un giardino d'Albaro (Réception dans un jardin d'Albaro) décrit un environnement de caractère et riche en contrastes.
Vu depuis la colline de Carignano, dans la gravure de l'abbé Antonio Giolfi exécutée au XVIIIe siècle, Albaro est représenté par un groupe de maisons distantes avec de petits campaniles çà et là et plusieurs bersò (portiques ombragés dont la couverture est faite de verdure). Entre les villas on peut imaginer la creuza (rue creuse) de San Nazaro, qui descend à la plage où l'on retrouve l'actuel corso Italia, le Lido d'Albaro avec ses bars et ses glaciers, centre du petit monde d'Albaro.

## L'église des saints Nazaire et Celse
On a déjà des traces d'une rue saint Nazaire dans un manuscrit de 1345 écrit par un certain Argiroffo où l'on parle de l'acquisition d'un terrain peu distant.
La creuse de Saint-Nazaire montait, comme aujourd'hui encore, depuis la rue Saint-François d'Albaro et arrivait jusqu'à la mer auprès de la dite église des saints Nazaire et Celse. Aujourd'hui, cette petite rue s'achève dans la via Fratelli Carlo e Nello Rosselli mais, avant l'ouverture du corso Italia, elle continuait à travers jardins et villas jusqu'à la zone aujourd'hui traversée par la via Quarnaro.
Tout au bout de cette rue se trouvait donc l'église.
Cette église n'avait qu'une seule nef et n'avait gardé que le nom de la structure précédente. De dimension réduite par rapport à la précédente, elle avait deux chapelles sur les côtés et un chœur de forme carrée.
Disposée sur un rocher en bordure de mer, elle eut une histoire tourmentée. Pour mieux la protéger des effets des marées, elle avait été construite derrière l'ancienne tour, dite de l'Amour, qui servait de campanile à l'église, après avoir perdu sa fonction de tour de guet contre les Sarrasins.
Détruite assez vite à cause de la violence de la mer, elle fut reconstruite en 1543, mais fut endommagée de nouveau en 1643. À la suite de cela, se forma une commission de citoyens : Gaspare Donati, Gian Carlo Brignole, Agostino Airoli, dont le rôle serait d'intéresser la république de Gênes à la restauration de l'édifice.
Les discussions se poursuivirent pendant 14 ans, et en 1675, une forte marée provoqua l'érosion des parois et l'écroulement de l'église. Cela finit par émouvoir les autorités du palais ducal. Entretemps, les membres de la commission étaient morts, certains même de la peste, ou s'étaient mis d'accord, tant et si bien qu'un an après l'écroulement, Gian Carlo Brignole avait mené la reconstruction à son terme et rendu l'édifice au culte.
C'est l'ouverture du corso Italia qui termina l'époque d'importance de cette église, en changeant la physionomie de la zone, désormais plus ouverte vers le Lido. Cette opération d'urbanisation respecta le caractère de villégiature de la zone, en conservant les nombreuses villas.